# BarbieCue
BarbieCue je drugi studijski album zrenjaninskog pop pank sastava Oružjem protivu otmičara. Pesma Dobra ideja je prepev pesme A Good Idea sastava Sugar, čiji je predvodnik bio Bob Mould (ex Hüsker Dü). Glavni rif za pesmu 1000 modelovan je po uzoru na pesmu 1979 sastava The Smashing Pumpkins. Ideju da obrade Zaninu pesmu Mladiću moj članovi benda su dobili tokom jednog roštiljanja. Tekst za pesmu Neurotica napisale su Draga Antov i Dragana Mrkajić, a pesmu Amnezija napisala je Draga Antov.
Snimljeni su spotovi za pesme: Vidim se, Mladiću moj, Saša Ajdanov, 1000.
Pojedine pesme sa albuma našle su se u filmu Balkanska pravila režisera Darka Bajića.
Album je sniman jula i avgusta 1996. godine u studiju "O" u Beogradu.
Arhiva je reizdala album 2007.
Godine 2009. se na kompilacionom albumu Groovanje Devedesete uživo našao snimak pesme Dobra ideja (pod naslovom Good Idea) sa nastupa u Klubu studenata tehnike, 11. novembra 1995. godine.

## Sadržaj albuma
1. Januar — 2:56
2. Dobra ideja — 3:02
3. Vidim se — 4:36
4. Neurotica — 2:24
5. Na biciklu — 3:38
6. Amnezija– 4:06
7. U koloru — 3:18
8. Mladiću moj — 3:14
9. Saša Ajdanov — 3:50
10. Pesma za mene — 4:08
11. Kućni duhovi — 2:50
12. 1000 — 4:59

## Muzičari
- Nikola Pavković — gitara
- Draga Antov — bas gitara, prateći vokali
- Dragana Mrkajić — gitara, vokal
- Mirko Vukomanović — prateći vokali
- Slobodan Nešović — prateći vokali
- Zoran Moro — prateći vokali
- Vladimir Negovanović — akustična gitara